# Bitka kod Manzikerta
Bitka kod Manzikerta odigrala se 26. kolovoza 1071. godine između bizantske vojske, predvođene carem Romanom Diogenom (1068. – 1071.) i Seldžuka predvođenih sultanom Alp Arslanom.

Borbe su se vodile na prostoru između grada Manzikerta na području današnje Turske i jezera Van. Bitka je završila teškim porazom i povlačenjem ostatka bizantske vojske. Nakon bitke bio je zarobljen car Roman Diogen kojega je Alp Arslan pustio uz jamčevinu od 1.500.000 zlatnih dukata, dok je bizantski car morao predati 4 važna grada uz granicu sa Seldžucima i platiti danak od 300.000 dukata godišnje. Nakon bitke, Bizantsko Carstvo je utonulo u još jedan građanski rat u kojem car Roman Diogen biva poražen i pogubljen.
Bitka kod Manzikerta (često nazivana i Katastrofa kod Manzikerta) se u povijesti smatra presudnim događajem koji je izravno odgovoran za kasniju propast Bizanta koja je proizašla iz te kobne 1071. godine.

## Događaji prije bitke
Tijekom prve polovine 11. stoljeća Bizantsko carstvo dostiglo je svoj vrhunac, najviše zahvaljujući sposobnim i ratobornim carevima iz tzv. makedonske dinastije. Tako se sredinom 11. stoljeća carstvo prostiralo od obala Dalmacije na zapadu do (sirijske) Antiohije na jugu i Armenije na istoku obuhvaćajući gotovo cijeli Balkan i Anadoliju. Vrhunac ovog razdoblja odigrao se 1045. godine kada je Konstantin IX. Monomah pridodao Bizantu državi armenski grad Ani.

### Pojava Seldžuka
Abasidski Kalifat, poput Omejida prije njega predstavljao je nepremostivu prepreku za prodor azijskih nomadskih plemena na Bliski istok usmjeravajući ih na sjever u beskrajne ruske stepe. Zahvaljujući svojim kolonijama na Krimu (Herson) Bizantinci su mogli motriti i sputavati nomadska plemena u njihovom napredovanju ka Europi jer je još Konstantin Porfirogenet u svom djelu „O Upravljanju Carstvom“ konstatirao da oko Crnog mora postoji pregršt naroda koje je moguće potplatiti ili ih na drugi način angažirati da zaustave napredovanje drugog naroda i time odrade prljavi dio posla za Bizantsko carstvo. Međutim, u trenutku kada su se snage Abasida istrošile na njihovoj granici pojavili su se Seldžuci, koji su 1040. godine otpočeli s pljačkaškim pohodima širom današnjeg Irana i Iraka. Uskoro su proširili svoje pohode i na kraljevinu Armeniju, a jedan njihov odred stigao je i do bizantskog Trapezunta 1054. godine. Već naredne godine Abasidi su poklekli predavši vrhovnu vlast begu Velikih Seldžuka Togrulu, koji postaje prvi seldžučki sultan, smjestivši svoju prestolnicu u Bagdad, čime su Seldžuci postali ozbiljan čimbenik na Bliskom istoku.

### Propast Armenskog kraljevstva
Moćni Bazilije II. Bugaroubojica natjerao je 1022. godine armenskog kralja Ivana III. Smbata da potpiše ugovor po kome bi Baziliju pripao grad Ani, ako bi Ivan umro bez direktnog nasljednika. Njegova smrt 1040. godine pokrenula je građanski rat u Armeniji iz koga je kao pobjednik izašao Gadžik II. Iako je pobijedio sve pretendente on nije bio u poziciji zadržati vlast jer su po zemlji vršljali Bizantinci i Seldžuci, koje je Monomah potaknuo da 1044. godine napadnu Ani. Godinu dana poslije toga Gadžik je pristao ispuniti odredbe ugovora koji su 1022. godine zaključili Bazilije i Ivan čime se Bizant proširila na istok, a kraljevina Armenija je prestala postojati, dok je on sam nagrađen posjedima i titulama u Kapadokiji.
Na prostoru nekadašnje kraljevine Armenije vladao je kaos. Bzantinci su pored svoje vlasti odlučili uvesti svoje viđenje kršćanstva zbog čega je Monomah odmah po preuzimanju Anija započeo čistku armenskog svećenstva koje je pripadalo monofizitima koji su u Bizantu smatrani sektom. Pored vjerskog progona na tom prostoru su sada "radili reda" i Seldžuci kojima su prišli i neki armenski odredi.

### Građanski sukobi u Bizantu
U Bizantu 11. stoljeća postojale su dvije snage sukobljene oko vlasti, koje su se smrću Konstantina Monomaha 1055. godine i nestankom moćnih makedonskih vladara našle u poziciji da postavljaju svoje marionetske careve na prijestolje. Te snage činile su:
- civilna aristokracija na zapadu carstva
- vojna aristokracija na istoku carstva

Vojnu aristokraciju činili su nekadašnji pronijari koji su svojom vojnom službom zadobili bogate posjede u Anadoliji (u istočnom dijelu carstva) u kojoj su ljubomorno čuvali svoje pozicije. S druge strane nalazila tzv. civilna aristokracija koja je moć stekla u civilnoj službi, a posjede je dobivala na Balkanu (u zapadnom dijelu carstva), pošto joj vojna aristokracija nije dozvoljavala stjecanje posjeda u Anadoliji koja je smatrana bogatijom od nepreglednih balkanskih krševa.
Novi car, poslije Monomaha, postaje Mihajlo VI. Stratiotik, kao predstavnik civilne aristokracije. Iako je kratko vladao, Mihajlo je uočio opasnost koju sa sobom nosi nestabilnost na istoku i pojava Seldžuka, zbog čega se na jednom od sastanaka vojnih i civilnih službenika obratio svojim vojskovođama riječima:
Vojni zapovjednici istoka i glavni predstavnici vojne aristokracije Izak Komnin i Kataklon Kekavmen shvatili su ovo kao izravan napad civilne na vojnu aristokraciju i nakon nepunih mjesec dana na istoku carstva je buknula pobuna koja je proglasila Izaka Komnina za cara, koji je uskoro nakon jednog dvorskog puča postao carem.
Međutim, Izakova vojna sposobnost nije bilo dovoljna da se zaustave Seldžuci koji su još više pljačkali kada su shvatili da se Bizantinci bore međusobno i da nema tko im se suprotstaviti, opljačkavši 1057. godine Melitenu u Mezopotamiji. Shvativši da je neophodna velika reforma, kako civilne tako i vojne vlasti, Izak je započeo promjene, ali je bio suviše star i bez dovoljne podrške ostalih struktura vlasti da bi ih proveo do kraja, pa one padaju u vodu njegovom smrću 1059. godine.
Za njegovog nasljednika i novog cara izabran je Konstantin X. Duka, kao predstavnik civilne aristokracije i moćne porodice Duka. Novi car se posvetio provođenju pravnih reformi, zapustivši obranu na čiju štetu je pokušao spriječiti ekonomsko posrtanje zemlje raspustivši stotine stajaćih trupa, dodatno oslabivši obrambrenu moć Bizanta. Stvari su se dodatno pogoršale 1064. godine kada Seldžuci osvajaju i pljačkaju Ani, čime je stvorena rupa u obrambrenom sustavu na istoku, koji se protezao od Karsa do Edese, kroz koju su Seldžuci mogli ugrožavati unutrašnjost Male Azije.
Bizantski sustav obrane na anadolijskoj visoravni, koji se sastojao od niza utvrda povezanih dobrim putevima, bio je neprelazan za vojske Perzije i kalifata Omejida i Abasida), jer je primoravao neprijatelja sa sobom nositi velike količine namirnica (što je bilo nemoguće), jer anadolijska visoravan sa svojom klimom nudila vrlo malo hrane za takav tip vojske. Međutim, Seldžuci su se na tom prostoru osjećali kao kod kuće, jer su anadolijska bespuća podsjećala na njihovu azijsku postojbinu.
Konstantin Duka umire 1067. godine ostavljajući svoju ženu Eudokiju Makrembolitissu kao regenta njihovom maloljetnom sinu Mihaelu Duki, ali su glavni dio vlasti de facto obnašali brat bivšeg cara Ivan Duka i jedan od dvorana, Mihael Psel, kao predstavnici porodice Duka. Pokušavajući spriječiti utjecaj Duka na državnu politiku, Evdokija je krenula u potragu za saveznikom koji bi bio protuteža Dukama, no taj netko je morao biti i bez dovoljne snage okrenuti se protiv nje i njenog sina. Izbor je pao na vojskovođu Romana Diogena, koji je bio porijeklom iz aristokratske obitelji iz Kapadokije, a u tom trenu je iščekivao izvršenje smrtne kazne zbog umiješanosti u pobunu protiv Konstantina Duke. Izbor između carskog vijenca i neprijateljskog mača bio je jednostavan, i Roman je ubrzo oženio Evdokiju i preuzeo vlast. Prva odluka novog cara bila je pokretanje obnove velike vojske tzv. tagmate koja je zapostavljana još od smrti Bazilija II. 1025. godine, jer su je njegovi nasljednici smatrali nepotrebnom, a i plašili su se njene političke snage jer je car bio onaj iza koga stoji takva sila.
Obnovu velike vojske Duke su tumačile kao carev pokušaj da vojnom snagom spriječi i suzbije njihov utjecaj, a ne kao pokušaj da se uništi opasan neprijatelj države, jer su Seldžuci i dalje pljačkale i pustošile prostore koji su nedavno pridodani carstvu.

### Prethodni Diogenovi pohodi protiv Seldžuka
Diogen je zbog toga već 1069. godine pokrenuo kampanju protiv Seldžuka na prostorima nekadašnje kraljevine Armenije, ali nije uspio sustići i izazvati brze seldžučke konjanike na otvorenu bitku. Neuspjeh Diogena kako bi ih uništio okarakteriziran je kao carev debakl, o čemu svjedoče i riječi Mihajla Psela, jednog od najviših dvorana tog doba i povjesničara, koji je pratio je cara na pohodu 1069. godine:

Akcija je okončana zaključivanjem mira jer je novi sultan Alp Arslan bio okrenut sukobu s egipatskim Fatimidama, zbog čega je želio osigurati zaleđe od Bizanta. Iako je mir zaključen i sultan se obavezao spriječiti pljačkaške upade, oni su se nastavili jer su pojedini klanovi priznavali sultanovu vrhovnu vlast samo kada im je to odgovaralo.
Stanje u Carigradu se nakon ovoga toliko pogoršalo da su Duke otvoreno počele kovati urotu kao bi svrgnuli Diogena. O ozbiljnosti ovih događanja govori i činjenica da je akciju protiv Seldžuka 1070. godine vodio Manuel I. Komnen. Ova akcija okončala se potpunim neuspjehom kada je Manuel zarobljen u sukobu s jednim odredom Seldžuka. Manuel je uspio ubijediti Seldžuke da ga oslobode. Ovaj prividni uspjeh dao je još vremena Diogenu i on se odlučio da sam predvodi kampanju protiv Seldžuka 1071. godine, iako je vjerojatno bio svjestan da bi ga ponovni neuspjeh koštao prijestolja, a možda i same glave.
Arslan je obnovio neprijateljstva prema Bizantu i opsjedao Edesu, ali u veljači 1071. godine do njega je stigao Romanov prijedlog o obnovi mira iz 1069. godine. Sultan je sa zadovoljstvom prihvatio ponudu. Prekinuo je opsadu i okrenuo se ka Alepu i Fatmidama, uvjeren da su mu leđa ka Bizantu sigurna. Kada je do Romana u ožujku 1071. godine stigla potvrda obnove mira, on pokreće vojsku, koja je do tada bila utaborena pred Carigradom, ka prostorima nekadašnje kraljevine Armenije koje su sada držali Seldžuci. Osnova Romanovog plana bila je vratiti utvrde na istoku, dok je Arslan zauzet borbama s Fatmidama u Siriji, te da se nakon toga uputi na jug i sukobi s glavninom Arslanovih trupa za koje se nadao da će biti dodatno oslabljene borbama u Siriji.

### Uvod u bitku
Bizantska vojska stigla je u srpnju u Teodozijopol. Sukobi koji su postojali unutar Carstva počeli su putem izbijati na površinu, što se pokazalo u sitnim sabotažama luksuznog carevog karavana koji je prenosio njegove osobne stvari, tako da su napetosti između Diogena i njemu odanih vojskovođa s jedne, i Duka i njihovih simpatizera s druge strane, postale velike. Pokret bizantske vojske nije promakao Arslanu i on je podigao opsadu Alepa i u neredu se povlačio ka Eufratu da bi spriječio Bizantince s mu presjeku odstupnicu. Pored toga, dijelovi njegove vojske su napustili njegove redove, kada im je postalo jasno da se s ofanzivnog rata koji sa sobom nosi pljačkanje osvojenih teritorija prelazi na obrambreni rat u kome nema plijena. Prema procjenama, sultan je tada zapovjedao vojskom koja je imala između 10.000 i 15.000 ljudi, nasuprot bizantskim snagama kojih je bilo oko 40.000.
Neki od vojskovođa, među kojima je bio i Nikefor Brijenije Mlađi, predložili su da se Arslan sačeka u Teodozipolu i tu potuče, ali je Diogen odlučio da vojska pokrenuti ka Mancikertu koji su držali Seldžuci. Bizantinci su bez problema stigli do jezera Van kod kojeg je Diogen podijelio vojsku na dva dijela:
- Josip Tarchaneiotes je poveo polovicu vojske da zauzme Hilat na jugu, odakle se očekivao dolazak Seldžuka
- Roman Diogen je poveo drugu polovicu vojske ka istoku da zauzme utvrđeni Mancikert

Napredujući ka jugu, trupe predvođene Tarchaneiotisom susrele su se jakom Seldžučkom vojskom. Procijenivši da su Seldžuci prejaki, Tarchaneiotis se nije upustio u borbu. Umjesto da se povuče ka Mancikertu i drugom dijelu vojske, on, ne konzultirajući Diogena, okreće svoje snage na zapad i povlači se ka Carigradu ne poslavši glasnike Diogenu, koji je za njegove poteze saznao tek nakon bitke. Posada Mancikerta je na pojavu bizantske vojske otvorila vrata i predala grad, tako da je Diogen 23. kolovoza ušao u grad i stacionirao se čekajući izvješće ili dolazak južne vojske. Roman Diogen je smatrao da se glavnina Arslanovih snaga nalazi mnogo južnije i da će joj trebati vremena kako bi pristigli. Njegov protivnik je, naprotiv, bio mnogo bliži i za razliku od Diogena potpuno obavješten o kretanjima i brojnom stanju bizantskih snaga. Pored toga, Arslan je na svojoj strani imao i brojčanu nadmoć jer, iako je ostao bez dijela vojske nakon povlačenja od Alepa, on je uspio da na putu ka sjeveru prikupiti nove snage čiji se broj kod Mancikerta procjenjuje na oko 70.000 što je bilo skoro dvostruko više u odnosu na broj Bizantinaca, a skoro četvorostruko više kada se Tarchaneiotis povukao iz ratnih operacija.

## Tijek bitke
Već sljedećeg dana su se odredi pod Brijenijevim zapovjedništvom susreli sa seldžučkim odredima i povukli ka sjeveru. Računajući da je Arslan još daleko, Roman izdaje zapovijed Armencu[Vasilakisu da s konjicom uništi ili rastjera Seldžuke. Nadmoćnije seldžučke snage lako su uništile poslanu konjicu, zarobivši tom prilikom Vasilakisa. Uočivši nadolazeće Seldžuke, Bizantinci su zauzeli borbenu formaciju. Car je ka protivniku pokrenuo lijevo krilo pod Brijenijevim vodstvom, ali su ga Seldžuci brzo primorali na povlačenje. U međuvremenu je pala večer, što su Arslanove trupe iskoristile kako bi se sakrile, izbjegavši izravnu borbu s glavninom bizantskih trupa.
Tijekom noći, Seldžuci su kontaktirali svoje sunarodnjake u bizantskoj vojsci, te ih nagovorili na promjenu strane. Arslan je ujutru poslao izaslanstvo Diogenu, ali ih je on odbio primiti. Cijeli 25. kolovoz je protekao u procjenjivanju protivnika iz daljine, tako da nije bilo borbi, osim oko rijeke Murat. U tim borbama su Bizantinci pobijedili i uspjeli spriječiti seldžučke pokušaje da im presjeku izvore pitke vode. Roman je, postavši svjestan da je ovo ipak glavnina Arslanove vojske, pokušao uspostaviti kontakt s Tarchaneiotisom i vrati ga nazad ili barem saznati što se s njim dogodilo. Iako od Tarchaneiotisa nije bilo ni traga ni glasa, car je bio siguran da se on probio previše južno i da se sada vraća prema sjeveru.
Sutradan je Diogen odlučio započeti bitku i Bizantinci su zauzeli borbenu formaciju.
- Lijevim krilom zapovjedao je Nikefor
- Centrom Roman Diogen
- Desnim krilom zapovijedao Teodor Alyates.
- Rezervne snage i čuvanje odstupnice povjereno je Androniku Duki.

Nasuprot njima, Seldžuci su zauzeli formaciju polumjeseca na oko 4 km udaljenosti, s brzim strijelcima na konjima koji su stalno obasipali strijelama napredujuće Bizantince, stalno se povlačeći i izbegavajući tako izravnu borbu prsa u prsa. Za razliku od Diogena koji je sam predvodio svoju vojsku, Arslan ja bitku nadgledao i njome upravljao s jedne uzvisine koja se nalazila na sigurnoj udaljenosti. Dok se Seldžučko središte polako povlačilo pred bizantskom vojskom, krakovi Arslanovog polumjeseca su, povlačeći se polako,  bili spremni za brzo opkoljavanje protivnika. Bizantinci su polaganim napredovanjem u predvečerje zauzeli mjesto na kome se nalazio Arslanov kamp. Stanje među vojnicima bilo na krajnjoj granici izdržljivosti. Bizantskim vojskovođama je bilo gotovo nemoguće zadržati i obuzdati dijelove svojih trupa od juriša za seldžučkim strijelcima konjanicima. Tako bi, što je Arslanu i bio cilj, borbena formacija bila narušena. Tada bi on u tom trenutku, uz pomoć snaga na krakovima, svojim formacijama opkolio i razbio Bizantince.
Primicanje noći natjeralo je Diogena da povuče trupe na sigurnije položaje tijekom noći. Zaustavljanje Bizantinaca nije prošlo neopaženo i Seldžuci su odmah reagirali silovitim napadom na bizantska krila. Desno krilo, pod Alyatesovim kvodstvom pogrešno je protumačilo Diogenove naredbe i nije započelo s povlačenjem. Munjeviti seldžučki napad nije dozvolio Bizantincima da se snađu i povrate formaciju, tako da se desno krilo izdvojeno suočilo s napadom. Zbog cjelodnevnog napredovanja pod kišom strela koje je izazvalo pad morala, desno krilo se vrlo brzo raspalo. Brzi neprijateljski napad i zbunjenost u vlastitim redovima natjerali su Romana da izda zapovjed rezervi koja je čuvala odstupnicu, te da se uključi u borbu. Međutim, njen zapovjednik Andronik Duka, kao carev politički protivnik, nije odreagirao na nju i nastavio se polako povlačiti ka kampu, ostavljajući ostatak vojske na milost i nemilost Seldžucima. Bizantske trupe su bile u okruženju, a položaj središta je postao neodrživ kada je lijevo krilo, pod vodstvom Nikefora, uspjelo probiti seldžučke redove i povući se ka kampu. U strahovitoj borbi koja je nastala, središnji dio vojske je gotovo potpuno uništen, a sam Diogen je ranjen. Po okončanju borbi, Diogen je prepoznat među zarobljenicima i izveden pred sultana. Tom prilikom odigrao se čuveni hipotetski razgovor između njih dvojice.
Što bi ti učinio da su mene doveli pred tebe kao zarobljenika?
Možda bih te ubio ili bi te prikazao u povorci ulicama Carigrada.
Moja kazna je daleko stravičnija. Ja ću ti oprostiti i osloboditi te.
Iako su Seldžuci izborili odlučnu pobjedu kod Mancikerta, Arslan se nije odlučio ponovo zauzeti Manzikert, već je odmah prišao sklapanju mira s Romanom.

## Posljedice
Slom kod Mancikerta i unutrašnje borbe koje su ga stvorile, omogućile su Turcima Seldžucima da, tokom samo jednog stoljeća postanu potpuni gospodari cjelokupne Male Azije i da na tom prostoru stvore Ikonijski sa sjedištem u Nikeji. Tijekom tih deset godina nepovratno je uništen bizantski sustav stratiota i pronijara koji je činio glavninu bizantijskih snaga. Nakon toga, Bizant je bio prisiljen oslanjati se na skupu i nesigurnu najamničku vojsku, što je smanjilo njegovu obrambrenu moć i dovelo da njegovog konačnog ekonomskog] i vojnog sloma.
Poraz kod Mancikerta se smatra jednim od inicijalnih okidača za pokretanje križarskih ratova, jer je tursko zauzimanje Male Azije i premještanje prijestolnice u Nikeju 1077. godine natjeralo Aleksija Komnina zatražiti pomoć od katoličkog Zapada u obrani i zaštiti kršćanstva na Istoku.